# Gregory Goodwin Pincus
Gregory Goodwin Pincus (Woodbine, 9 aprile 1903 – Boston, 22 agosto 1967) è stato un biologo statunitense.
Con la collaborazione di Min Chueh Chang e John Rock scoprì la prima forma di contraccezione orale che è oggi conosciuta in tutto il mondo come pillola anticoncezionale.

## Biografia

### Gioventù
Gregory Goodwin Pincus nacque a Woodbine, New Jersey, il 9 aprile 1903.
Era il figlio maggiore di Joseph e Elizabeth Lipman Pincus, due ebrei russi fuggiti dalla Russia Imperiale.
Suo padre, un laureato della Storrs Agricultural College nel Connecticut, fu insegnante e redattore di una rivista agricola.
La famiglia di sua madre proveniva dalla Lettonia e si stabilì a seguito nel New Jersey.
Lo zio materno, Giacobbe Goodale Lipman era decano della New Jersey State College di Agricoltura presso la Rutgers University, direttore della New Jersey State Agricolture Experiment Station e fondatore della rivista Scienze del suolo.
Dopo aver frequentato una scuola pubblica di qualità a New York City, Pincus è diventato studente onorario alla Morris High School dove è stato presidente della società di dibattito letteraria. Appena laureato alla Cornell University, ha fondato e diretto la Cornell Literary Review. Dopo aver conseguito la laurea nel 1924 in biologia con specializzazione in zoologia, fu accettato nella scuola di specializzazione ad Harvard. Si concentrò sulla genetica sotto Dr William Castle, lavorò anche sulla fisiologia animale con il fisiologo William Crozier. Il suo collaboratore era Hudson Hoagland. Questi due scienziati influenzarono così tanto Pincus che alla fine si dedicò a studiare fisiologia riproduttiva.  In seguito Pincus sposò Elizabeth Notkin il 2 dicembre 1924; lo stesso anno ha completato il suo corso di laurea. Insieme a Pincus hanno avuto tre figli: Alexis, Giovanni e Laura Jane.
Ricevette il Master of Science e dottore nelle lauree scientifiche, nel 1927, all'età di 24 anni.
Nel 1927 Pincus ha vinto una borsa di studio di tre anni dal Consiglio Nazionale delle Ricerche. Durante questo periodo, si recò a Cambridge in Inghilterra, dove ha lavorato con FHA Marshall e John Hammond, che sono stati pionieri nel campo della biologia riproduttiva. Ha inoltre studiato presso l'Istituto Kasier Wilhem  con il genetista Richard Goldshmidt. Tornò ad Harvard nel 1930 prima come insegnante in biologia e poi durante il periodo dell'olocausto  come professore assistente.

### Ricerca
Gran parte della sua ricerca venne prodotta durante la prima parte della sua carriera concentrata sulla ereditarietà dei caratteri fisiologici. Più tardi la ricerca si incentra sulla fisiologia riproduttva dei caratteri, in particolare gli ormoni sessuall e quelli gonadotripice(quelli che stimolano le ghiandole riproduttive). Tra gli altri interessi di ricerca geotropismo, l'eredità del diabete, i rapporti tra ormoni e funzioni endocrine in pazienti con disturbi mentali. Ha anche contribuito allo sviluppo del primo successo parziale nella pancreasectomia nei ratti.
Lo sviluppo del contraccettivo orale, della pillola, è iniziato nei primi anni del 1930 con il lavoro di Pincus sugli ormoni ovarici. Ha pubblicato numerosi studi di ovuli vitali e la loro fecondazione. Mentre era ancora ad Harvard ha perfezionato alcuni dei primi metodi di trapianto di ovuli di animali da una femmina ad un'altra. Ha anche sviluppato tecniche per produrre più ovulazione negli animali da laboratorio. Come conseguenza di questo lavoro, ha imparato che alcune fasi di sviluppo di un ovulo animale erano regolate da particolari ormoni ovarici. Successivamente ha analizzato gli effetti degli ormoni ovarici sulla funzione dell'utero, il mantenimento della blastociti(la prima fase embrionale) e in seguito l'embrione stesso.

A lui mancavano soprattutto i fondi che giunsero dalla donazione di Katharine Dexter McCormick che all'epoca stanziò due miliardi di dollari. L'esperienza di Pincus venne fatta su 67 donne di Porto Rico e Haiti  con pillole a base di estro progestinico a dosaggi di 40 volte superiori agli attuali. Il progetto era ritenuto illegale e fu portato avanti a Porto Rico e in Messico con la copertura che questo fosse uno studio contro i disordini mestruali.

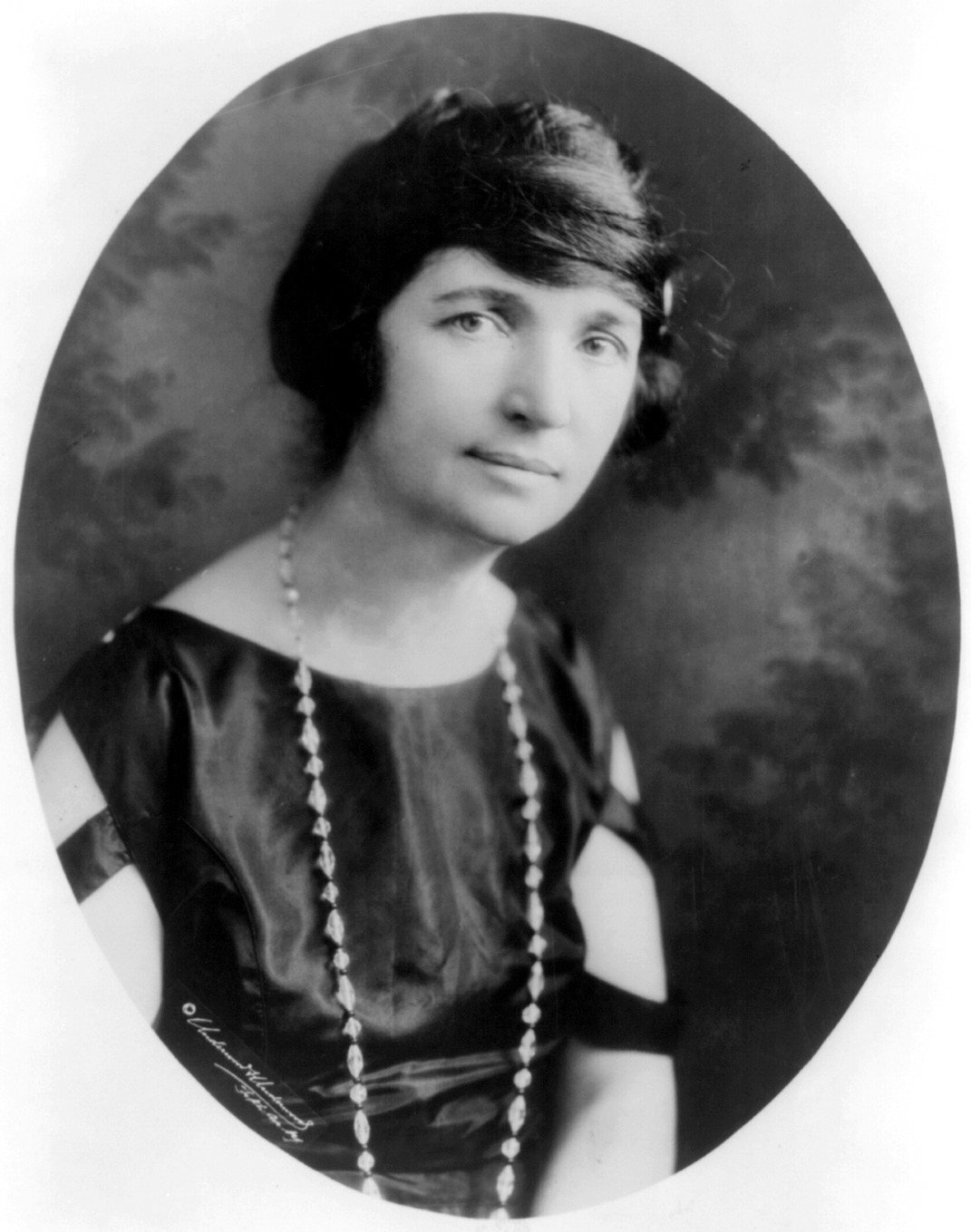
Margaret Sanger

La McCormick entrò in contatto con Pincus tramite Margaret Sanger, un'amica del fisiologo. La prima poté finanziare Pincus grazie all'eredità che le lasciò il marito. Continuò a dare il suo contributo annuo fino a che lei non morì nel gennaio del 1968. Pincus era nominato all'epoca il Dottor Frankenstein per aver effettuato la prima Fecondazione in vitro di un coniglio nel 1934. Un altro uomo con cui lavorarono fu John Rock un dottore cattolico e conservatore specialista in fertilità, questo aiutava le donne a rimanere incinte.
Nel 1939 Pincus aveva pubblicato i risultati della sua ricerca sui conigli maschi senza stimolare le uova nelle femmine. Questa manipolazione è stata chiamata Pincogenesis ed è stato ampiamente riportato dalla stampa ma ancora non poteva essere rieseguito da altri ricercatori.
Dopo il ritorno da un anno all'Università di Cambridge nel 1938, Pincus divenne professore in visita sperimentale di zoologia alla Clark University di Worcester (Massachusetts) dove rimase fino al 1945. Insieme ad Hoagland hanno iniziato una ricerca tra stress e ormoni per la United States Navy e per l'Air Force Research Laboratory. In particolare hanno esaminato la relazione tra escrezione dello steroide, funzione della corteccia surrenale ed altre tipologie di stress. Alla Clark University Pincus è stato nominato dai compagni dell'Accademia Americana delle Arti e delle Scienze: Guggenheim.

### Conferenza nella Laurenziana
Nella primavera del 1943 si tenne la prima conferenza sugli ormoni a Baltimora dall'Associazione Americana per l'Avanzamento della Scienza; lo scienziato Percy Julian fu escluso dalla conferenza poiché era di colore; Pincus, l'anno seguente, insieme a Percy Julian, al biochimico Samuel Gurin ed al fisiologo Bates ridisegnarono la conferenza nella Laurenziana in Canada e da allora Gregory Pincus ne divenne il suo presidente.
Pincus nel 1944 fu il cofondatore della Fondazione Worcester per la Biologia sperimentale, insieme ad Hoagland che fu il direttore esecutivo. Pincus fu il direttore dei laboratori per dodici anni e poi divenne direttore delle ricerche. Dal 1946 al 1950 stette alla facoltà della Tufts Medical School di Medford (Massachusetts) e poi dal 1950 in poi fino alla sua morte è stato professore di biologia e ricerca alla Boston UniversityGraduate School
Nel 1950 fu esposto da Margaret Sanger il suo lavoro che riportava l'inadeguatezza del controllo delle nascite, dei metodi esistenti e l'incombente problema della sovrappopolazione soprattutto nelle aree in via di sviluppo.

### Collaborazione con Min Chueh Chang, John Rock e Celso Garcia
Nel 1953 Min Chueh Chang al WFEB,studiò gli effetti degli steroidi sugli animali da laboratorio.
Chang scoprì un gruppo di composti chiamati progestinici che lavoravano come inibitori dell'Ovulazione.
Insieme a John Rock e Celso Garcia condussero dei test clinici sui topi a Brookline (Massachusetts) per confermare i dati di laboratorio.

### Ultimi anni
Oscar Hechter che incontrò Pincus alla WFEB nel 1944 ha scritto nelle "Prospettive in biologia e medicina". Gregory Pincus appartiene alla storia perché era un uomo d'azione che ha mostrato al mondo che il problema della crisi demografica si può risolvere. Ha dimostrato che si può controllare i tassi di natalità su larga scala, con un metodo adatto sia alle società sviluppate che a quelle sottosviluppate. Il suo lavoro ebbe dei riconoscimenti come l'elezione nel 1965 alla National Academy of Sciences.
Pincus morì prima del rilascio di "Prospettive in biologia e medicina". Anche se malato per gli ultimi tre anni continuò a lavorare e viaggiare. Morì a Boston il 22 agosto 1967, di Metaplasia mieloide agnogenica, una malattia del midollo osseo, che alcuni ipotizzano sia stata causato dal suo lavoro con solventi organici. Dopo la sua morte la Conferenza sugli ormoni nella Laurenziana divenne un modo per ricordare Pincus.

## Commercializzazione della pillola
Nel 1957 i risultati delle ricerche di Pincus e degli altri collaboratori al progetto, furono venduti negli Stati Uniti d'America come trattamento medico contro i disturbi mestruali.
Una dicitura sulla confezione avvertiva:"Questo medicinale eviterà l'ovulazione".
Così in meno di due anni, più di mezzo milione di donne americane soffrivano improvvisamente di disordini mestruali.
Fu subito chiaro che l'effetto indesiderato della pillola aveva scosso l'opinione pubblica.
La prima ad entrare in commercio (9 maggio 1960) si chiamava Enovid. Nel 1964 si contava che una coppia americana su quattro già l'usava. Prima che arrivasse in Italia passarono altri sette anni e solo nel 1971 venne commercializzata come Pillola anticoncezionale.
Nonostante siano trascorsi 50 anni nel 2010 dalla scoperta di questa "pillola magica",questa continua ad essere poco conosciuta a chi la utilizza. Il 40% delle giovani americane pensa che la percentuale di efficacia della pillola oscilla tra il 50% e il 60% quando in realtà oscilla tra il 92% e il 98%. L'Italia si trova agli ultimi posti in Europa per l'uso dell'anticoncezionale con una percentuale del 16% contro il 50% dell'Olanda, il 40% della Francia e il 30% della Svezia. Anche se le donne evitano l'uso della pillola, il dato allarmante è che aumenta la richiesta della pillola del giorno dopo, soprattutto in età infantile, e con essa gli aborti. Questo accade perché le donne hanno paura dei suoi effetti collaterali.

## Curiosità
- In Giappone la pillola è entrata in commercio solo negli anni novanta. Prima veniva vietata dal governo.
- dall'Università di Harvard la scoperta di una sostanza la Catsper[21] che in futuro potrebbe essere alla base della pillola UNisex.
- In America stanno studiando una pillola che ridurrebbe il numero dei flussi mestruali da 13 a 4 cioè per una stagione, questa si chiamerebbe Seasonale. Sembrerebbe infatti che mantenere l'ovaio a riposo per la donna significherebbe una prevenzione d diverse forme di tumori alle ovaie
- una ricerca dello United States Geological Suvey[21] sostiene teorie alquanto bizzarre. L'utilizzo della pillola avrebbe influenzato nientemeno che le caratteristiche fisiologiche del Fiume Potomac, In Virginia:80% dei maschi della specie dimostrerebbe oggi dei caratteri intersessuali, ossia stanno sviluppando organi riproduttivi femminili. La causa sarebbero gli ormoni sintetici dell'anticoncezionale orale che sarebbero secreti dall'urina e starebbero contaminando fiumi e laghi. Da qui una nuova battaglia degli ecologisti:"Save The Hearth, Say no to The Pill!"

## Vantaggi della pillola
- efficacia contraccettiva elevatissima
- facilità di utilizzo
- nessuna interferenza con l'atto sessuale
- regolarizza e modula il ciclo ovarico riducendo la dismenorrea e il dolore ovaricoAlcune confezioni contenenti pillole

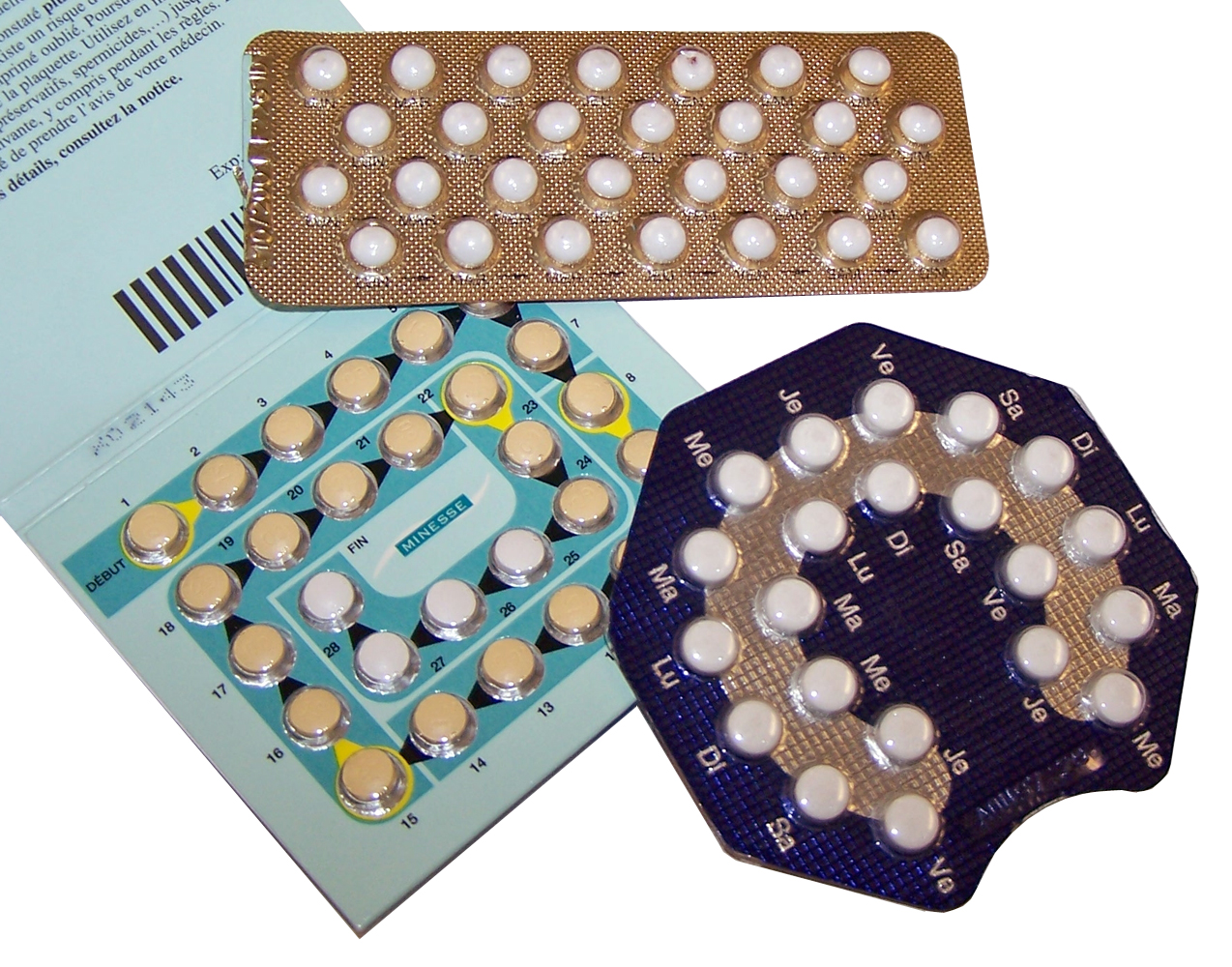
Alcune confezioni contenenti pillole

- riduce la perdita di sangue mestruale e per questo può essere usata nella terapia dell'anemia ferrocarenziale associata alla menorragia
- riduzione di infezione pelvica e riduzione del rischio globale di infertilità
- riduzione della patologia cistica dell'ovaio
- riduzione di miomi uterini
- riduzione di acne e irsutismo grazie alle recenti formulazioni con progestinici con proprietà antiandrogenizzanti
- significativa riduzione del carcinoma all'ovaio; negli ultimi 30 anni si sono evitati 200000 casi di Carcinoma ovarico e 100000 decessi
- significativa diminuzione a sviluppare Carcinoma dell'endometrio
- diminuzione del rischio relativo di sviluppare tumori del colon e dei tumori del corpo uterino
- diminuzione del rischio di mortalità correlata a Ischemia miocardica o altre Patologie cardiocircolatorie

Sono stati dimostrati effetti benefici in patologie dell'apparato riproduttivo femminile soprattutto nelle donne affette da endometriosi sintomatica e adenomi.

## Svantaggi della pillola

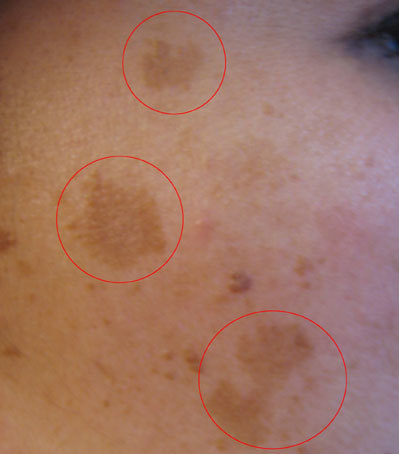
Melasmablemish

- l'efficacia della pillola dipende dalla regolarità con la quale viene assunta
- alcune donne non possono assumerla per problemi cardiovascolari o predisposizione ad altre patologie
- effetti indesiderati:nausea, tensione mammaria, sensazione di gonfiore, lieve aumento di peso, leggere perdite di sangue, depressione, ritenzione idrica.
- pillole con elevato tenore estrogenico possono aumentare la frequenza degli episodi di Emicrania
- l'utilizzo di estroprogestinici può provocare dei Melasmi
- interferisce con alcuni farmaci come Antibiotici e Analgesici
- non protegge da Malattie sessualmente trasmissibili
- in passato le vecchie formulazioni hanno evidenziato un aumento relativo allo sviluppo di carcinoma della mammella. Con gli studi hanno diminuito l'uso di Estrogeni e non hanno evidenziato alcun incremento dell'incidenza di tumore mammario nell'uso dei contraccettivi
- riduzione nel corpo delle vitamine:A-B-B1-B2-B6-ACIDO FOLICO-B12 C-E
- aumento della vitamina K che può portare alla formazione di coaguli di sangue

## Critiche
Con la pillola le donne possono decidere da sole se concepire un figlio o no, ma possono anche separare la sessualità dall'amore e dalla famiglia, come è sempre stato possibile per gli uomini. Queste trasformazioni culturali contagiarono anche i cattolici che cominciarono a sentire voglia di rinnovamento, proprio per quanto riguarda il matrimonio. La discussione ai fini del matrimonio riprende influenzata dall'amore e dall'atto sessuale che furono gli elementi essenziali delle trasformazioni culturali dell'occidente. Il matrimonio viene percepito sempre di più come un'istituzione umana con finalità umane sociali, con una realizzazione affettiva e sessuale individuale, esposto quindi alla fragilità dei desideri umani. Questo preoccupa la Chiesa che vede la cancellazione di Dio dal rapporto tra gli sposi, se pure credenti. Solo il fine della procreazione che vede gli sposi interagire con la volontà divina può riportare Dio nel vincolo del matrimonio, e restituire alla sessualità quel profondo significato simbolico e spirituale che la tradizione cristiana gli aveva attribuito.

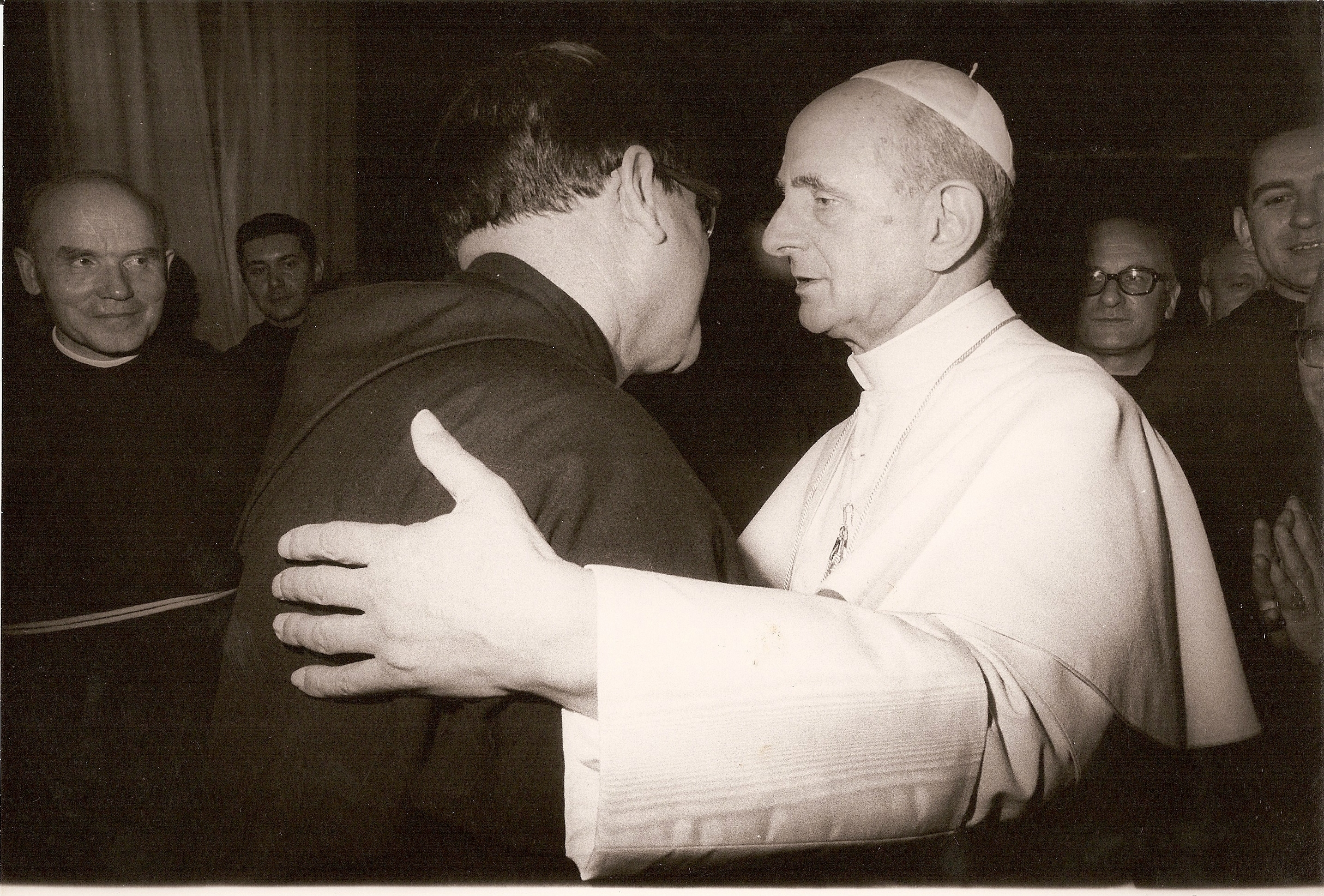
Paolo VI

La figura del contraccettivo orale portò molte figure religiose e istituzioni a dibattere intorno al tema della sessualità e della relazione con la procreazione. La Chiesa cattolica romana in particolare dopo aver studiato il fenomeno dei contraccettivi, precisò l'insegnamento tradizionale cattolico circa la regolazione della fertilità e il controllo delle nascite: nel 1968 Papa Paolo VI pubblicò l'enciclica Humanae Vitae. L'enciclica reiterò l'insegnamento tradizionale cattolico secondo il quale la contraccezione artificiale distorcerebbe la natura e gli obiettivi del sesso. L'enciclica si divide in tre parti più l'appello finale del Papa:
1. Introduzione
2. Aspetti nuovi del problema e competenza del magistero
3. Principi Dottrinali
4. Direttive Pastorali
5. Appello finale del Papa

## Onorificenze[23]
- Oliver Bird Prize 1957
- The Albert D. Lasker Award in Planned Parenthood 1960
- Sixth Annual Julius A.Koch Award 1962
- The Modern Medicine Award for Distinguished Achievement 1964
- The City of Hope National Medical Center Award 1964
- Professore onorario,San Marco University, Lima,Perù
- Membro della America Academy Of Art and Sciences 1939 e membro della National Academy of Sciences 1965
- Presidente della Società di Endocrinologia 1951-1952
- Ricevette il Cameron Prize nelle Terapie Pratiche dall'Università  di Edimburgo 1966
- Scientific Achievement Award of the American Medical Association 1967

## Scritti principali[24]
- Con W.J.CROZIER. The geotropic conduct of young rats. J.Gen. Physiol,10:257-69. (1926)
- Con W.J.CROZIER. Phototropism in young rats.  J.Gen. Physiol,10:407-17 (1927)
- Con W.E.Castle. Hooded rats and selection: a study of the limitations of the pure-line theory. J. Exp. Zool.,50:409-39 (1928)
- The spontaneous mutation in the house mouse. Proc. Nat. Acad. Sci.,15:85-88 (1929)
- Con M.C.Chang Artificial insemination of rabbits and transplantation of rabbit eggs Federation Proc,8:23-24 (1949)
- Con O.Hechter,R.P.Jacobsen,R. Jeanloz, H. Levy W. C. Marshall, and V. Schenker. The bio-oxygenation of steroid at C-11. Arch.Biochem.,25:457-60 (1953)
- Con M. C. Chang The effects of progesterone and related compounds on ovulation and early development in the rabbit. Acta Physiologica Latinoamericana, 3:117-83.  (1954)
- The physiology of avarian and testis hormones. In Hormones: Physiology, Chemistry and Application, ed. by Gregory Pincus and Kenneth V. Thimann, Vol. 3,pp. 665–84. New York Academy Press,Inc. (1955)
- Con John Rock, C. Garcia, E. Rice-Wray, M.Paniagua,and I Rodriguez. Fertility control with oral medication. Am J. Ob.stet. Gynecol.,75:1333-46; Current Med Dg.,25:75-81 (1958)
- Progestational agents and the control of fertility. Vitamins and Hormones,17:307-24 (1959)
- Fertility control with steroidal substances. Matsushita Bulletin Human Sciences,1:3-5 (1959)
- Research involving aspects of mammalian egg development. In: Population Crisis and the Use of World Resources,ed. by Stuart Mudd pp. 253–67. (1964)
- Recent Progress In Hormone Research (1940)